# Paràmetre d'incertesa
El paràmetre d'incertesa U és un paràmetre introduït pel Minor Planet Center (MPC) per quantificar de manera concisa la incertesa de la solució orbital pertorbada d'un Planeta menor. És un nombre enter entre 0 i 9, on 0 indica una incertesa molt baixa i 9 una incertesa extremadament alta. A la pràctica, U rarament és més gran que 6.

## Definició
El paràmetre U es calcula de la manera següent:
En primer lloc, cal calcular el paràmetre R (runoff):
{\displaystyle R=({\mathrm {d} }T\cdot e+{\frac {10}{P}}\cdot {\mathrm {d} }P)\cdot {\frac {k_{0}}{P}}\cdot 3600\cdot 3}
on :
- dT és la incertesa sobre el moment del periheli, en dies
- e és l'excentricitat
- P és el període orbital, en anys
- dP és la incertesa sobre el període orbital, en dies
- k0 és la constant gravitacional de Gauss, en graus: {\displaystyle k_{0}={\frac {180\mathrm {deg} }{\pi \mathrm {rad} }}\times 0{,}017\,202\,098\,95\;A^{\frac {3}{2}}\;D^{-1}\ S^{-{\frac {1}{2}}}}
  - {\displaystyle {A}} la unitat astronòmica,
  - {\displaystyle {D}} el dia solar mitjà,
  - {\displaystyle {S}} la massa solar (aquestes tres unitats sent aquelles del sistema astronòmic d'unitats).
- 3600 és el factor de conversió de graus a segons d'arc
- 3 és un factor empíric perquè l'error formal calculat sigui més proper a la realitat
- R és el desplaçament (runoff en anglès) de la longitud de l'òrbita, en segons d'arc per dècada.

El paràmetre R es converteix al "paràmetre d'incertesa", denominat U, que és un nombre enter entre 0 i 9:
{\displaystyle U=\mathrm {E} \left({\frac {\mathrm {ln} (R)}{C}}\right)+1}
on:
- E és la funció del nombre sencer: per exemple, E(3,5) = 3 i E(-0,5) = -1.
- ln és la funció logaritme neperià
- C és una constant: C = ln(648.000)/9 ≈ 1,49

Si la U obtinguda és negativa, prenem U = 0; si la U obtinguda és més gran que 9, prenem U = 9.
En resum, tenim:
| U | Runoff (arcsec/dècada) |
| - | ---------------------- |
| 0 | < 1,0                  |
| 1 | 1,0~4,4                |
| 2 | 4,4~19,6               |
| 3 | 19,6~86,5              |
| 4 | 86,5~382               |
| 5 | 382~1692               |
| 6 | 1692~7488              |
| 7 | 7488~33121             |
| 8 | 33121~146502           |
| 9 | > 146.502              |

## Ús
La pàgina web de JPL Small-Body Database es refereix al "paràmetre d'incertesa U" del MPC com a "codi de condició" (en anglès condition code).
Aquesta incertesa està relacionada amb diversos paràmetres que entren al procés de determinació orbital, de les quals el nombre d'observacions (de mesuraments), el període cobert per aquestes observacions (arc d'observació), la qualitat de les observacions (radar o òptica) i la geometria de les observacions. Entre aquests paràmetres, el període cobert per les observacions generalment té l'efecte més important sobre la incertesa de l'òrbita.
Objectes com el 1995 SN55 tenen un codi de condició (paràmetre d'incertesa U) igual a E es consideren perduts. L'asteroide que creua l'òrbita de Mart 2004 BX159, té un període d'observació molt curt (3 dies) i un paràmetre d'incertesa de 9, té una gran zona d'incertesa que dona una probabilitat d'impacte acumulatiu aproximadament d'1 de cada 2,1 mil milions. L'asteroide Aten 1994 WR12 té un paràmetre d'incertesa de 8 i el proper període favorable per observar-ho no es produirà fins al novembre de 2044; la incertesa de la seva òrbita el portarà a passar entre 0,03 i 0,19 unitats astronòmiques de la Terra.